# Йозеф Абель
Йозеф Абель (нім. Josef Abel; 3 січня 1914, Бад-Кіссінген — 1 грудня 1984, Донауверт) — німецький офіцер, учасник Другої світової війни, обер-лейтенант. Кавалер Лицарського хреста Залізного хреста.

## Звання
- Унтер-офіцер (16 жовтня 1936)
- Обер-фельдфебель (1 травня 1941)
- Фанен-юнкер (14 липня 1943)
- Лейтенант (20 квітня 1944)
- Оберлейтенант резерву (30 січня 1945)

## Нагороди[2]
- Залізний хрест 2-го класу (22 червня 1940)
- Залізний хрест 1-го класу (26 липня 1941)
- Лицарський хрест Залізного хреста (23 листопада 1941) — як обер-фельдфебель і командир 7-го взводу 217-го піхотного полку.
- Медаль «За зимову кампанію на Сході 1941/42»
- Нагрудний знак «За поранення» в сріблі (5 вересня 1942)
- Штурмовий піхотний знак в сріблі (22 липня 1943)